# アマル・チトラ・カター
『アマル・チトラ・カター』(Amar Chitra Katha, ACK Comics,「不朽の絵物語」の意) はインドのコミックブックシリーズ。1967年にアナント・パイによって創刊された。内容は主に神話や叙事詩、歴史上の人物などの伝記、民話、文化に関する読み物からなり、伝統文化教育の性格が強い。英米コミックの翻訳が中心だったインドで最初の国産シリーズでもある。

## 概要
英語で教育を受けるミドルクラス以上の子供を対象として発刊された。当時インドでは独立前のイギリス式の教育が残っており、自国固有の文学や文化を学ぶ場がほとんどなかった。そこに登場した本作は内容の正確さと上品さを備えており、子供に伝統文化を学ばせたい親から大きな人気を集めた。祖国との文化的つながりを保ちたい海外移民の間でもよく読まれている。1960年代から1970年代の子供の間で本作の影響力は大きく、編集長アナント・パイは「パイおじさん」として広く一般に親しまれた。作家ガヤスリ・プラブは本シリーズが「数世代にわたってインドの子供の読書嗜好を形づくってきた」と書いている。
各号およそ30ページで、主体となる英語版からヒンディー語を始めとするインドの言語に翻訳される。フランス語などの外国語に翻訳された号もあり、これまで35の言語でおよそ450号が刊行されている。通算発行部数は1986年に5000万部、1993年に7800万部を数え、後に1億部に達している。10号ずつのハードカバー単行本やテーマごとにまとめられた本も販売されている。
複雑な原典を巧みに圧縮した単純明快なプロットと、簡潔で小気味いい語りが特徴だと評されている。主な題材は神話で、中でもマハーバーラタが最も多く、2017年までに発行された450号のうち43号を占める。ラーマーヤナは36号で扱われており、その他プラーナ文献などがある。神話は複数の出典から再構成されたものである。迷信やカースト差別のような要素は排除されており、性行為や暴力のような題材は扱われない。

## 刊行史
アナント・パイが本シリーズを構想したのは、インドの若い世代が自国の歴史、神話、民話に無知であることに衝撃を受けたのがきっかけだった。1967年2月に国営放送局ドゥールダルシャンで放映されたクイズ番組において、参加者たちがギリシャ神話についての問題には簡単に答えられたのに「ラーマーヤナに出てくるラーマの母親は？」という問題に答えられなかったのを見たのだという。パイはそれまで編集に携わっていた翻訳誌『インドラジャル・コミックス』を退き、1967年にムンバイで『アマル・チトラ・カター』(ACK) シリーズを出し始めた。ここまでの話はパイ自身によってよく語られている。
パイが編集に加わる以前、1965年の創刊から第10号まで『アマル・チトラ・カター』はベンガルールにおいて当地の言語カンナダ語で刊行されていた。最初に刊行されたのは『赤ずきん』、『ジャックと豆の木』、『ピノキオ』など海外コミック10作の翻訳だった。ムンバイに本社を持つ版元インディア・ブックハウス社は同誌を英語誌としてリニューアルすることを検討し、そこで編集部に迎え入れられたのがアナント・パイだった。
パイは欧米の作品を現地語に翻訳する代わりにインドの古典を英語で漫画化する方針を決め、第11号のタイトルは「クリシュナ」となった。バーガヴァタ・プラーナを原本としてクリシュナの生い立ちを描いたものだった。四つ折りクラウン版32ページの冊子で、価格は比較的安価な75パイサだったという。カラー印刷だが初期には黄・青・緑の3色しか使えない号もあった。発刊当初は教育漫画の市場が存在しておらず、「クリシュナ」初版1万部を売り切るのにも数年を要したが、学校への働きかけや定期購読などの販売策もあってやがて売り上げは向上し、同号は20年間で50万部が発行されることになる。
1970年代後半に年間発行部数は500万部を数え、月間では最大で70万部に達した。1975年には毎月1号から3号のコミックブックが刊行されていた。当初はパイ自身が原作を書いていたが、やがて編集者と原作者のチームを抱えるようになった。編集者にはスブ・ラオ、ルイス・フェルナンデス、カマラ・チャンドラカントらがおり、後に『アマル・チトラ・カター』の代名詞となった正確な歴史描写は彼らの功績である。原作者としてはマージー・サストリー、デブラニ・ミトラ、C・R・シャルマらが参加した。アナント・パイは編集のかたわらほとんどの号の原作を共作した。代表的な作画家には、第11号「クリシュナ」を手掛けたラム・ワイールカー、ディリプ・カダム、C・M・ヴィタンカー、サンジーヴ・ワイールカー、ソーレン・ロイ、C・D・レイン、アショク・ドングレ、V・B・ハルベ、ジェフリー・ファウラー、プラタップ・ムリック、ユスフ・リーンらがいる。
最初の数年はヒンドゥー神話が題材にされていたが、1970年代になるとシヴァージーやアクバルのような歴史上の英雄、バガット・シンやマハトマ・ガンディーのような独立運動家、バンキムチャンドラの『アノンドの僧院』のような古典文学も扱われ始めた。さらに時とともに題材は多彩になり、ナポレオン・ボナパルトや玄奘、イエス・キリストなどの伝記も取り入れられるようになった。2000年代以降には実業家J・R・D・タタや宇宙飛行士カルパナ・チャウラのような近現代の人物も登場した。
『アマル・チトラ・カター』は1991年のインド経済自由化や、衛星放送やインターネットの台頭によって打撃を受け、1990年代と2000年代には新作が出版されない時期が続いた。この時期はインドのコミック出版全体にとっても縮小期だった。発行元ACKメディアは2000年代にインディア・ブックハウスからメディア関連企業に親会社を変更し、テレビ番組制作への進出やモバイル展開など事業再編を行った。2010年にはフューチャー・グループの一員となった。創立者アナント・パイは2011年に没する直前まで編集に携わっていた。

## 批判
アメリカでインド漫画を研究するジェレミー・ストールは「最初のインド産コミックブックである『アマル・チトラ・カター』は偉大な先達として数十年にわたってコミックの題材と様式を規定してきた」と書いている。その一方で、同作がヒンドゥー・ナショナリズムに傾いていることも指摘している。また、同誌の存在が大きすぎることでインドの児童漫画やスーパーヒーロー・コミック、さらにオルタナティブ・コミックの文化が研究者に注目されない状況があるとも述べている。
『アマル・チトラ・カター』への批判は女性やムスリムのようなマイノリティ描写を巡るものが主である。宗教的、文化的な描写についての議論もよく見られる。『アトランティック』誌はムスリムが悪役として描かれる傾向や、シク教徒やキリスト教徒が「現代インドを作った人々」のシリーズから排除されていることを取り上げている。キャラクターの肌の色がカーストの上下やストーリー上の善悪と関連付けられているという指摘もある。
女性は母親や妻以上の役割を与えられることが少なく、肌の露出が多い服装で描かれる。多くのストーリーでサティー（寡婦の殉死）が美化されていることも論争の的になっている。文芸評論家ニランジャナ・ロイは、本シリーズの多くが主流インド文化に浸透した父権的ステレオタイプに影響されており、それを助長すると述べている。
過去には歴史を歪めているという批判も多かった。また、複数の解釈が同時に成り立つインド神話口承の含蓄と複雑さをコミックブックで伝えるのは本質的に不可能だという批判もある。
これらの批判に対して、発刊当初の作品は現代の基準に照らして問題があるとしても、2000年代以降の制作チームはインド社会の変化を作品に反映させようとしているという擁護がある。過去の号の中にはこの観点から絶版にされたものもある。2017年の取材に対し、当時の編集長レーナ・プリーは、神話の大筋に影響しない範囲で登場人物の男女比を均等にしたり、ステレオタイプを排除するよう配慮していると述べている。また作品の題材も宗教から実在人物や近代史に比重が移ってきている。

## 映画、テレビ
以下はアマル・チトラ・カター（ACKアニメーションスタジオ）が制作した映像作品である。
| Year | Title                                  | Director                   | Notes                                                                          |
| ---- | -------------------------------------- | -------------------------- | ------------------------------------------------------------------------------ |
| 2010 | Amar Chitra Katha                      | Saptharishi Ghosh          | テレビアニメシリーズ。カートゥーンネットワーク・インディア、次いでZeeQで放映。 |
| 2011 | Tripura – The Three Cities of Maya     | Chetan Sharma              | テレビ映画。アニマジックとの共同制作。                                         |
| 2012 | Sons of Ram                            | Kushal Ruia                | [ 30 ]                                                                         |
| 2012 | Shambu and the Man-eater               | Santosh Palav, Kushal Ruia | 短編アニメ映画。                                                               |
| 2012 | Suppandi Suppandi! The Animated Series | Kushal Ruia                | テレビアニメシリーズ。カートゥーンネットワーク・インディアで放映。             |